# Maxim Dlugy
Maxim Dlugy (ur. 29 stycznia 1966 w Moskwie) – amerykański szachista pochodzenia rosyjskiego, arcymistrz.

## Życiorys
Urodzony w Związku Radzieckim, w 1977 wraz z rodziną wyemigrował do Nowego Jorku. W 1982 otrzymał tytuł mistrza międzynarodowego. Dwukrotnie zdobył brązowe medale w mistrzostwach Stanów Zjednoczonych (1984, 1987). W 1985 zdobył tytuł mistrza świata juniorów. Reprezentował Stany Zjednoczone na olimpiadzie szachowej w Dubaju (1986), na której zdobył dwa brązowe medale – drużynowy i indywidualny, za wynik 5½ z 7 partii na VI szachownicy. W 1986 Międzynarodowa Federacja Szachowa przyznała mu tytuł arcymistrza.
Zwyciężył bądź podzielił I miejsca w międzynarodowych turniejach m.in. w Gausdal (1982), Filadelfii (1985, 1988 – turnieje World Open), Las Vegas (1987, 1993), San Bernardino (1987) oraz Bernie (1987).
Najwyższy ranking w karierze osiągnął 1 stycznia 1989, z wynikiem 2570 punktów dzielił wówczas 44-46. miejsce na światowej liście FIDE, jednocześnie dzieląc 3-4. miejsce wśród amerykańskich szachistów.
W latach 1990–1993 był prezydentem Federacji Szachowej Stanów Zjednoczonych. W latach późniejszych zajął się działalnością gospodarczą na dużą skalę, wykorzystując swoje kontakty w Rosji. W kwietniu 2005 został aresztowany na lotnisku Szeriemietiewo w Moskwie pod zarzutem defraudacji kwoty około 10 milionów dolarów ze środków kombinatu metalurgicznego w Permie. Dlugy był członkiem zarządu tego kombinatu w 2003 roku.